# Abutsu-ni
Abutsu-ni (japonès: 阿仏尼)  (1209 - 1283) és el sobrenom d'una escriptora japonesa.

## Biografia
Abutsu-ni (1209 - 1283) fou filla del governador Taira no Norishige, de la província de Tajima. Va ser dama de companyia d'Ankamo-In Kuniko, filla del príncep Morisada (1179-1223). Es va casar amb Fujiwara no Tameie (1198-1275), vidu amb dos fills, amb qui va tenir molta descendència. Quan el seu marit es va morir, ella es féu monja budista i agafà el nom d'Abutsu-ni, que és el nom amb la que és coneguda en el món de la literatura japonesa. Les seves obres són Diari de la nit del setzè dia del mes (Izayoi Nikki), La grua a la nit (Yoru no tsuru), Records d'un petit somni (Utatane no ki), entre d'altres.
L'obra Izayoi Nikki és la narració d'un viatge de l'escriptora que va fer el 1277 de Kyoto a Kamakura per defensar la propietat del seu fill Tamesuke davant dels jutges de la ciutat d'una granja a la província de Harima, que li volia prendre el seu germanastre Tameuji. L'any 1280 va guanyar el cas. El viatge va començar el setzè dia de la desena lluna i explica tot el que hi va veure, escoltar i buscar. L'estil de l'obra és sensible i proper a l'etapa Heian, encara que fou escrit en el període Kamakura. Al final del diari hi ha una “naga-uta” (poesia llarga, composta de versos de cinc i set síl·labes alternades, amb un vers final de set síl·labes), que serà prenunci de la poesia de l'era Tokugawa.